# 京都府道455号八木東インター線
京都府道455号八木東インター線（きょうとふどう455ごう やぎひがしインターせん）は、京都府南丹市を通る一般府道である。

## 概要
南丹市八木町八木から南丹市八木町大薮に至る。
国道9号との接続は、オーバーブリッジの夢おおい橋を越えてから、その先のロータリーでUターンするかたちとなっている。

### 路線データ
- 起点：南丹市八木町八木（京都縦貫自動車道 八木東IC）
- 終点：南丹市八木町大薮（国道477号交点）

## 路線状況

### 道路施設

#### 橋梁
- 夢おおい橋（山陰本線・国道9号、南丹市）

## 地理

### 通過する自治体
- 南丹市

### 交差する道路
| 交差する道路                                                | 交差する場所 | 交差する場所       |
| ----------------------------------------------------------- | ------------ | ------------------ |
| E9 京都縦貫自動車道 / 国道478号                             | 八木町八木   | 10 八木東IC / 起点 |
| 国道9号 / 山陰道 国道477号 / 現道 重複 国道477号 / バイパス | 八木町大薮   | 八木東IC交差点     |
| 国道477号 / バイパス                                        | 八木町大薮   | 終点               |

### 交差する鉄道
- 山陰本線

### 沿線
- 稲荷大明神
- B&G財団八木海洋センタープール
- 南丹市立八木中学校